# Сан-Адріан-де-Хуаррос
Сан-Адріан-де-Хуаррос (ісп. San Adrián de Juarros) — муніципалітет в Іспанії, у складі автономної спільноти Кастилія-і-Леон, у провінції Бургос. Населення — 61 особа (2010).
Муніципалітет розташований на відстані близько 210 км на північ від Мадрида, 20 км на південний схід від Бургоса.

## Демографія
Динаміка населення (INE ):